# Saint-François-Longchamp (comuna delegada)
Saint-François-Longchamp era una comuna francesa situada en el departamento de Saboya, de la región de Auvernia-Ródano-Alpes, que el 1 de enero de 2017 pasó a ser una comuna delegada de la comuna nueva de Saint-François-Longchamp al unirse con las comunas de Montaimont y Montgellafrey.

## Demografía
| Gráfica de evolución demográfica de Saint-François-Longchamp entre 1906 y 2014 |
|                                                                                |

Los datos demográficos contemplados en este gráfico de la comuna de Saint-François-Longchamp se han cogido de 1800 a 1999 de la página francesa EHESS/Cassini, y los demás datos de la página del INSEE.